# Derolus gyllenhalii
Derolus gyllenhalii là một loài bọ cánh cứng trong họ Cerambycidae.